# Gold Ballads
Gold Ballads es un álbum recopilatorio de la banda alemana de hard rock y heavy metal Scorpions publicado en 1984 por Harvest Records y EMI Records, solo en los mercados europeos y asiáticos. Como su nombre lo indica, solo contiene power ballads tomadas de los discos de estudio Lovedrive de 1979 a Love at First Sting de 1984.
Entró en las listas musicales de algunos países de Europa y el 25 de febrero de 1985 la revista europea Eurotipsheet reportó que gracias a su éxito en los recuentos de Francia, Alemania, Suiza, Portugal y Chipre, alcanzó el puesto 22 en la lista European Top 100 Albums. Años más tarde, la organización internacional World Wide Europe Awards le entregó un disco de platino por vender más de un millón de copias solo en Europa.

## Lista de canciones
| N.º | Título                         | Escritor(es)    | Duración |  |
| 1.  | «Still Loving You»             | Schenker, Meine | 6:27     |  |
| 2.  | «Holiday»                      | Schenker, Meine | 6:38     |  |
| 3.  | «When the Smoke is Going Down» | Schenker, Meine | 3:49     |  |
| 4.  | «Always Somewhere»             | Schenker, Meine | 4:55     |  |
| 5.  | «Lady Starlight»               | Schenker, Meine | 6:15     |  |

## Posicionamiento en listas musicales
| País/Continente | Lista (1985)            | Posición |
| --------------- | ----------------------- | -------- |
| Alemania        | Media Control Charts    | 25       |
| España          | Top 100 Álbumes         | 29       |
| Europa          | European Top 100 Albums | 22       |
| Suiza           | Schweizer Hitparade     | 7        |
| País            | Lista (1987)            | Posición |
| Países Bajos    | Dutch Top 100 Albums    | 11       |

| País         | Lista (1987)         | Posición |
| ------------ | -------------------- | -------- |
| Países Bajos | Dutch Top 100 Albums | 84       |

## Certificaciones
| Región | Organismo certificador  | Certificación | Ventas certificadas | Ref.  |
| ------ | ----------------------- | ------------- | ------------------- | ----- |
| Europa | World Wide Awards (WWA) | Platino       | 1 000               | [ 4 ] |

## Músicos
- Klaus Meine: voz
- Rudolf Schenker: guitarra rítmica
- Matthias Jabs: guitarra líder
- Francis Buchholz: bajo
- Herman Rarebell: batería